# Alnus formosana
Alnus formosana är en björkväxtart som först beskrevs av Isaac Henry Burkill, och fick sitt nu gällande namn av Tomitaro Makino. Alnus formosana ingår i släktet alar, och familjen björkväxter.
Artens utbredningsområde är Taiwan. Inga underarter finns listade.
Den växer i kulliga områden och i bergstrakter mellan 400 och 2900 meter över havet. Alnus formosana bildar ofta ansamlingar där inga andra träd ingår vid vattendrag eller intill trafikstråk.
Trädets maximala höjd är 20 meter.